# یانوش کنده
یانوش کِـنده (مجاری: János Kende؛ زادهٔ ۲۲ سپتامبر ۱۹۴۱) فیلم‌بردار اهل مجارستان است.
از فیلم‌هایی که وی در آن‌ها نقش داشته‌است، می‌توان به خیابان آگیم ۵۵۵۵: پدر من، عشق من، الکترا و سرود سرخ اشاره نمود.
وی همچنین برندهٔ جوایزی همچون جایزه کشوت شده‌است.